# Protect the Maneaba
Protect the Maneaba (kirib. Maneaban te Mauri, MTM) – dawna partia polityczna z Kiribati działająca w latach 1985–2010.
Partia została założona w 1985 roku jako ugrupowanie opozycyjne wobec prezydenta Ieremii Tabai. W wyborach parlamentarnych w 1994 roku zdobyła 13 z 39 mandatów, a dwa miesiące później jej kandydat, Teburoro Tito, został wybrany na prezydenta kraju.
W wyborach parlamentarnych w 1998 roku partia zdobyła 14 z 40 mandatów, a dwa miesiące później jej kandydat, Teburoro Tito, został ponownie wybrany na prezydenta kraju.
W wyborach parlamentarnych w 2002 roku partia zdobyła 7 z 40 mandatów. Jednak porażka rządu w głosowaniu nad budżetem doprowadziła do przedterminowych wyborów w maju 2003 roku. W ich wyniku Protect the Maneaba zdobyła 24 z 40 mandatów.
W wyborach prezydenckich w 2003 roku kandydatem partii był doktor Harry Tong, uzyskał on 43.5% głosów.
W wyborach parlamentarnych w 2007 roku partia zdobyła 7 z 46 mandatów, jednak nie zgłosiła swojego kandydata w wyborach prezydenckich.
W 2010 roku partia połączyła się z Kiribati Independent Party, tworząc United Coalition Party (kirib. Karikirakean Te I-Kiribati, KTK).